# Louis Du Pont du Chambon de Vergor

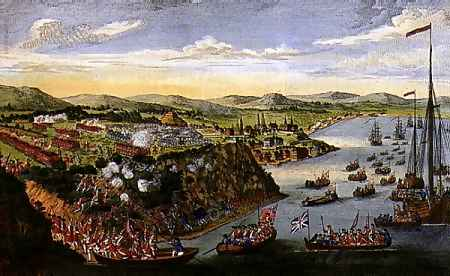
De Britten komen aan land bij de Slag om Québec (1759). Chambon gaf zich over.

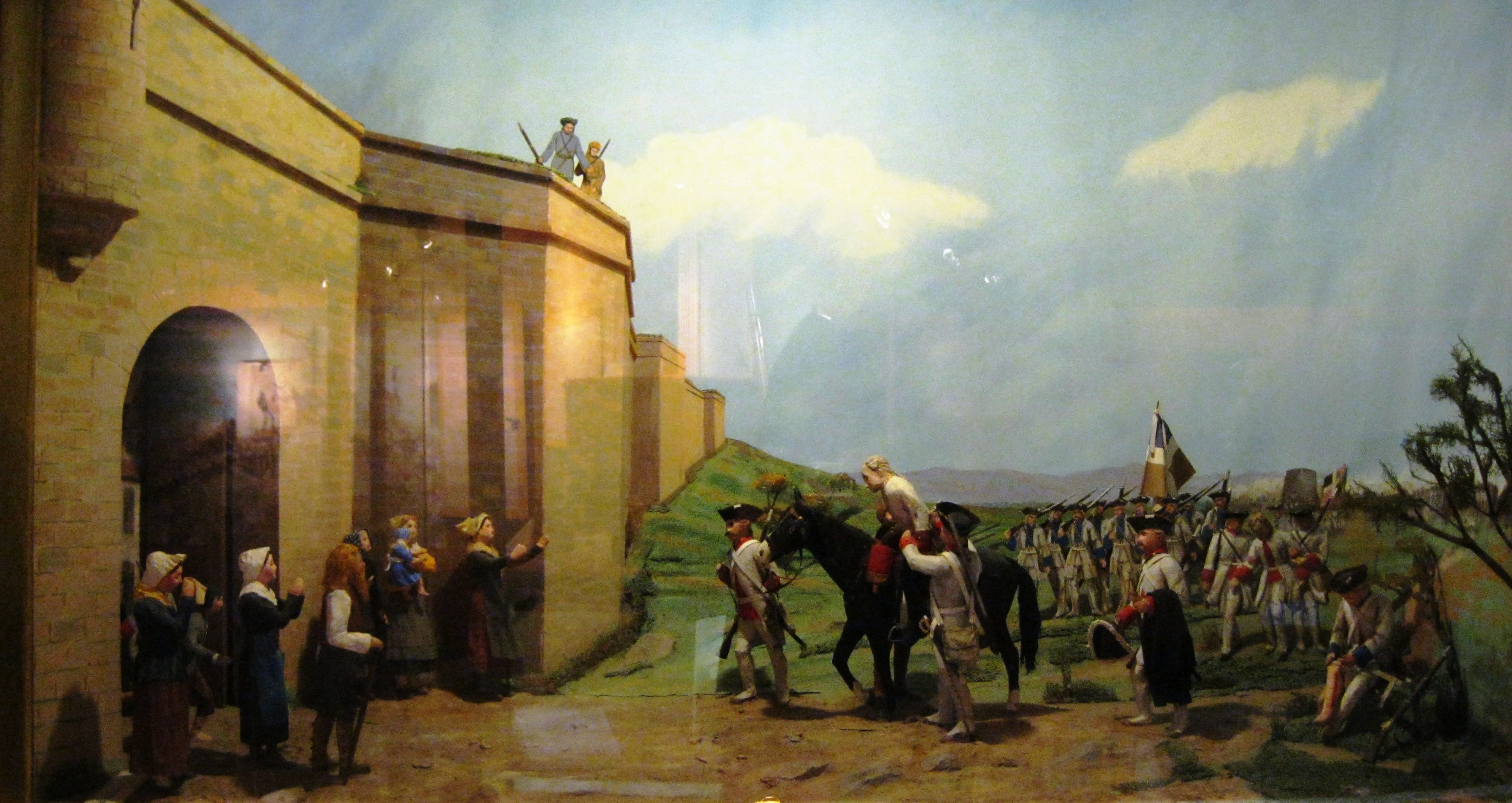
Capitulatie van heel Québec (1759)

Louis Du Pont du Chambon, heer van Vergor (Sérignac, 20 september 1713 – koninkrijk Frankrijk, na 1775) was een officier in het koloniale leger van het koninkrijk Frankrijk. Hij was gouverneur van Ile-Royale (1744-1745) in de Caraïbische Zee. Hij vocht tevergeefs tegen de Britse invasie in Québec.

## Levensloop
Chambon was de tweede zoon van Louis Du Pont du Chambon en Jeanne Mius d’Entremont de Pobomcoup. Hij groeide op in de streek van de Charente. Vanaf 1730 ging hij in militaire dienst, in de Franse kolonie Ile-Royale. Zijn vader was er commandant van het eiland île Saint-Jean, vandaag Prince Edward Island (latere Britse naam). Chambon verdiende er geld met de import van militair materieel. Chambon verdedigde tevergeefs Louisbourg, de hoofdstad van Ile-Royale. Na de capitulatie voor de Britten, keerde hij naar Frankrijk terug (1745).
Chambon keerde weer naar Noord-Amerika als officier in Québec, in de grote kolonie Nieuw-Frankrijk (1747). In 1750 kreeg hij de bevordering tot luitenant. Na een korte periode in Louisbourg (1750) waarin hij kennis maakte met de machtige intendant François Bigot, werd hij commandant van het Fort Beauséjour (1754). Fort Beauséjour ligt vandaag nabij Sackville in de Canadese provincie New Brunswick doch was toen een van de verdedigingsforten van Nieuw-Frankrijk. Hij droeg toen het ereteken van ridder van de Orde van de Heilige Lodewijk. In die tijd schreef zijn secretaris dat Chambon militair onbekwaam was; Chambon zou zich te veel bezig houden met commerciële activiteiten en niet met militaire organisatie. In 1755 moest Chambon de witte vlag van overgave zwaaien, toen de Britten Fort Beauséjour bestormden. De Britten waren afkomstig van Massachusetts en stonden onder commando van Robert Monckton. De minister van Marine in Parijs, Machault, vernam van rapporten van Chambon’s secretaris maar ook van anderen, onder meer van Monckton, dat Chambon niet tot het uiterste was gegaan om het fort in Franse handen te houden. Chambon verscheen daarom voor de Krijgsraad van Québec in 1757. Hij werd vrijgesproken door bemiddeling van zijn vriend Bigot uit Ile-Royale. Chambon was vervolgens gekazerneerd op verschillende plaatsen in Québec.
In 1759 dienden alle Franse troepen een belangrijke bedreiging af te slaan: de Britten voeren uit om de hoofdstad Québec aan te vallen. Dit was de Slag om Québec. Generaal James Wolfe leidde dit groots offensief van Britse koloniale expansie, tegen de troepen van de Franse gouverneur en markies de Montcalm. Het regiment onder leiding van Chambon waren de eerste Fransen die de confrontatie moesten aangaan met de Britten. De Britten gingen immers aan land in Anse-au-Foulon, in het Engels Wolfe’s Cove, waar het regiment van Chambon patrouilleerde. Chambon, zwaar gewond, gaf zich meteen over. Anderen van zijn regiment plooiden zich terug in het fort van Québec. Voor James Wolfe en zijn troepen lag de weg naar de haven en het fort van Québec open. Na de overgave van Québec verhuisde Chambon naar Frankrijk (1760). Chambon genoot van een pensioen als gewond officier en bekwam bovendien een vergoeding voor het verlies van zijn bezittingen in Québec.
Niettemin stierf hij in armoede toen hij door Frankrijk ronddoolde, en zijn overlijden vond plaats na het jaar 1775.
- Bibliothèque nationale de France: cb162652935 (data)
- Library of Congress Control Number: no2014154165
- Virtual International Authority File: 312881945
- WorldCat: E39PBJbM7rC4JM4xBDBPttmWXd